# Antocha (Antocha) aciculifera
Antocha (Antocha) aciculifera is een tweevleugelige uit de familie steltmuggen (Limoniidae). De soort komt voor in het Oriëntaals gebied.